# Филачев, Анатолий Михайлович
Анатолий Михайлович Филачев (род. 22 февраля 1950) — специалист в области информационных систем и элементной базы оптоэлектроники, тепловидения и теплопеленгации, электронной оптики, генеральный директор НПО «Орион» (1997—2016), член-корреспондент РАН (2008).

## Биография
Родился 22 февраля 1950 года в п. Березань Киевской области УССР.
В 1973 году — окончил факультет физической и квантовой электроники Московского физико-технического института.
В 1980 году — защитил кандидатскую диссертацию, тема: «Исследование электрофизических характеристик полупроводника вблизи границы раздела диэлектрик-полупроводник методом переноса заряда».
В 1997 году — защитил докторскую диссертацию, тема: «Исследование и моделирование процессов формирования электронных пучков и их взаимодействия с поверхностью твердых тел как основа разработки прецизионного электронно-лучевого технологического оборудования».
В 1998 году — было присвоено учёное звание профессора.
В 2008 году — избран членом-корреспондентом РАН.
Трудовая и преподавательская деятельность
С 1973 по 1982 года — работал в НИИ физических проблем НПО «Научный Центр» МЭП СССР.
С 1982 года — заместитель директора по науке — главный инженер Московского филиала НИИ «Фонон» МЭП СССР, с 1985 года — директор НИИ электронной и ионной оптики.
С 1997 по 2016 годы — генеральный директор НПО «Орион».
Заведующий кафедрами Московского института электронной техники и Московского института радиотехники, электроники и автоматики.
В 2019 году взят под стражу по делу о мошенничестве в особо крупном размере организованной преступной группой.
27 июня 2022 года Перовским районным судом города Москвы был приговорен к 10 годам тюремного заключения и штрафу в размере 2 миллионов рублей.

## Научная деятельность
Специалист в области информационных систем и элементной базы оптоэлектроники, тепловидения и теплопеленгации, электронной оптики.
Сфера научной деятельности: разработка фундаментальных физико-технологических основ элементной базы современной оптоэлектроники, цифровой обработки информационных фотосигналов фотоприёмников на основе моноатомных, бинарных и тройных полупроводников; разработка технологии, физических моделей и метрологической базы оптоэлектроники и инфракрасной техники, в том числе для фотоэлектронных комплексов сверхдальней теплопеленгации из космоса; матричных фотоприёмных устройств для тепловидения, сверхбыстродействующих фотоприёмников для лазерной локации; разработка фундаментальных основ современной элионной техники для микрофотоэлектроники.
Автор и соавтор более 170 научных работ, из них 2 монографий и более 20 авторских свидетельств и патентов.
Научно-организационная деятельность
- главный редактор журнала «Прикладная физика»[5];
- член Совета при Президенте РФ по науке, технологиям и образованию (2008—2012)[6];
- член Совета генеральных и главных конструкторов, ведущих учёных и специалистов в области высокотехнологических секторов экономики при Председателе Правительства РФ;
- председатель докторского диссертационного совета.

## Награды
- Премия Правительства Российской Федерации в области образования (2014) — за научно-практическую разработку «Разработка и внедрение образовательной системы подготовки высококвалифицированных кадров по оптоэлектронике»[7]
- Заслуженный деятель науки Российской Федерации